# Яя Шерфедінов
Яя́ Шерфеді́нов (крим. Yaya Şerfedinov; 1894, Феодосія — 1975) — кримськотатарський композитор, музикант, поет.

## Життєвий шлях
Яя Шерфедінов народився в 1894 році у Феодосії і з дитячих років вподобав собі народні пісні, рано навчився грати на скрипці. Після закінчення семінарії викладає в рідному місті, а в 1921 році йому пощастило зустріти відомого музиканта О. О. Спендіарова, який, почувши скрипкові мотиви кримсько-татарських мелодій у виконанні молодого талановитого музи́ки, порадив йому продовжити навчання музиці. Яя Шерфедінов згодом вступає до Московської консерваторії, а в 1931 році успішно її закінчує.
Одразу ж Яя повертається додому й працює завідувачем музичного відділу Кримського радіо. У 1937—1938 роках він став художнім керівником Кримськотатарського державного драматичного театру в Сімферополі. У цей період Шерфедіновим написана музика до вистави Юсуфа Болата «Ішлеген Тишлер» («Їсть той, хто працює»), «Алім Айдамак» («Алім»), та музична комедія «Арзи к'їз» (спільно з Ільясом Бахшишем). Ним написана хорова сюїта «Юзюк оюн їрларі» («Пісня для танцю з обручкою»), а також «Кримська сюїта» для симфонічного оркестру. Шерфедінов писав твори різних жанрів, у тому числі кантату «Янгіер», сюїти для симфонічного оркестру, кілька музичних комедій — найбільшу популярність серед них отримала «Де ти, любов моя».
Але головне місце в творчій діяльності Яя Шерфедінова займало збирання народних пісень. Його перший невеликий збірник вийшов у Криму в 1925 році, потім був виданий ще один збірник, до якого увійшло уже понад 100 пісень, а в 1935 році — випущена була третя збірка. Найбільш повно автор зміг представити кримськотатарські пісні у збірнику, який вийшов набагато пізніше, аж в 1978 році в Ташкенті під назвою «Звучить Хайтарма». До нього увійшли понад 350 народних пісень, танцювальних мелодій і музичних легенд. Однак Яя Шерфединов уже не зміг побачити цей збірник (свою лебедину пісню), так як пішов з життя в 1975 році.

## Здобутки
- В 1940 році присвоєно звання заслуженого діяча мистецтв Кримської АРСР
- В 1971 році присвоєно звання заслуженого діяча мистецтв Узбецької РСР.